# Queer Britain
Queer Britain es un museo de historia y cultura LGBTQ británica ubicado en Kings Cross, Londres. Es el primer museo dedicado a temáticas LGBTQ en el Reino Unido. El museo ocupa la planta baja de Granary Square 2, un edificio propiedad del Art Fund. La entrada es gratuita.

## Historia
El museo fue fundado en febrero de 2018 por Joseph Galliano, ex editor de Gay Times, e Ian Mehrtens. Se registró como una organización benéfica en septiembre de 2019 y la intención inicial era abrir el museo en Southwark en 2021. Fue inaugurado el 5 de mayo de 2022, antes del 50 aniversario de la primera marcha del orgullo gay de Gran Bretaña.

## Exposiciones
Antes de obtener su propia ubicación, Queer Britain realizó exhibiciones ocasionales en ubicaciones temporales. En 2018 organizó una exposición denominada Virtually Queer en colaboración con el Centro de Artes de Salisbury (Salisbury Arts Centre) como parte de un proyecto de historia oral filmada. En el verano de 2019 organizó una exposición titulada Chosen Family en Mercer Street Showrooms de Covent Garden.
La exposición introductoria, llamada "Welcome to Queer Britain", consta de dos salas de material del archivo fotográfico del museo. La primera exposición completa, que ocupará las cuatro galerías, está programada para abrir en julio. Cuando no está en exhibición, la colección del museo se encuentra en el Instituto Bishopsgate.